# Tarhoňa
Tarhoňa (maďarsky tarhonya, anglicky egg barley) je druh těstoviny, používané ve slovenské a maďarské kuchyni.

## Příprava
Tarhoňa jsou drobné nočky z nudlového těsta. Z hrubé mouky a vajec se vypracuje těsto dost tuhé na to, aby šlo nastrouhat na kousky asi půlcentimetrové. Ty se pak suší na slunci nebo v mírně rozpálené troubě a uchovávají se do zásoby. Tarhoňa se vaří jako příloha, zejména k perkeltu, používá se jako zavářka do polévek nebo se může jíst samotná, opečená na sádle a posypaná paprikou.
Dle nejrozšířenějšího receptu se smíchá mouka s vajíčkem a se solí, po pořádném prohnětení se prolamuje přes speciální síto na tarhoňu. Hotové těstoviny se usuší na slunci. V této formě se dá skladovat i několik let. V okolí města Mezőtúr se tarhoňa zhotovuje válením, přičemž se polévá vodou. Drobné kousky se prosejí sítem, větší se prolamují přes síto. Klasický způsob výroby je vždy ruční prohnětení, drobení a prolamování přes síto. Čím jsou kousíčky kulatější a homogennější, tím je tarhoňa považována za lepší. Příprava pomocí struhadla je už modernější a rychlejší, vznikající kousky však mají nepravidelný tvar. Průmyslová výroba zajišťuje pro obchodní síť tarhoňu vyráběnou moderně na velkokapacitních strojích. 

## Historie

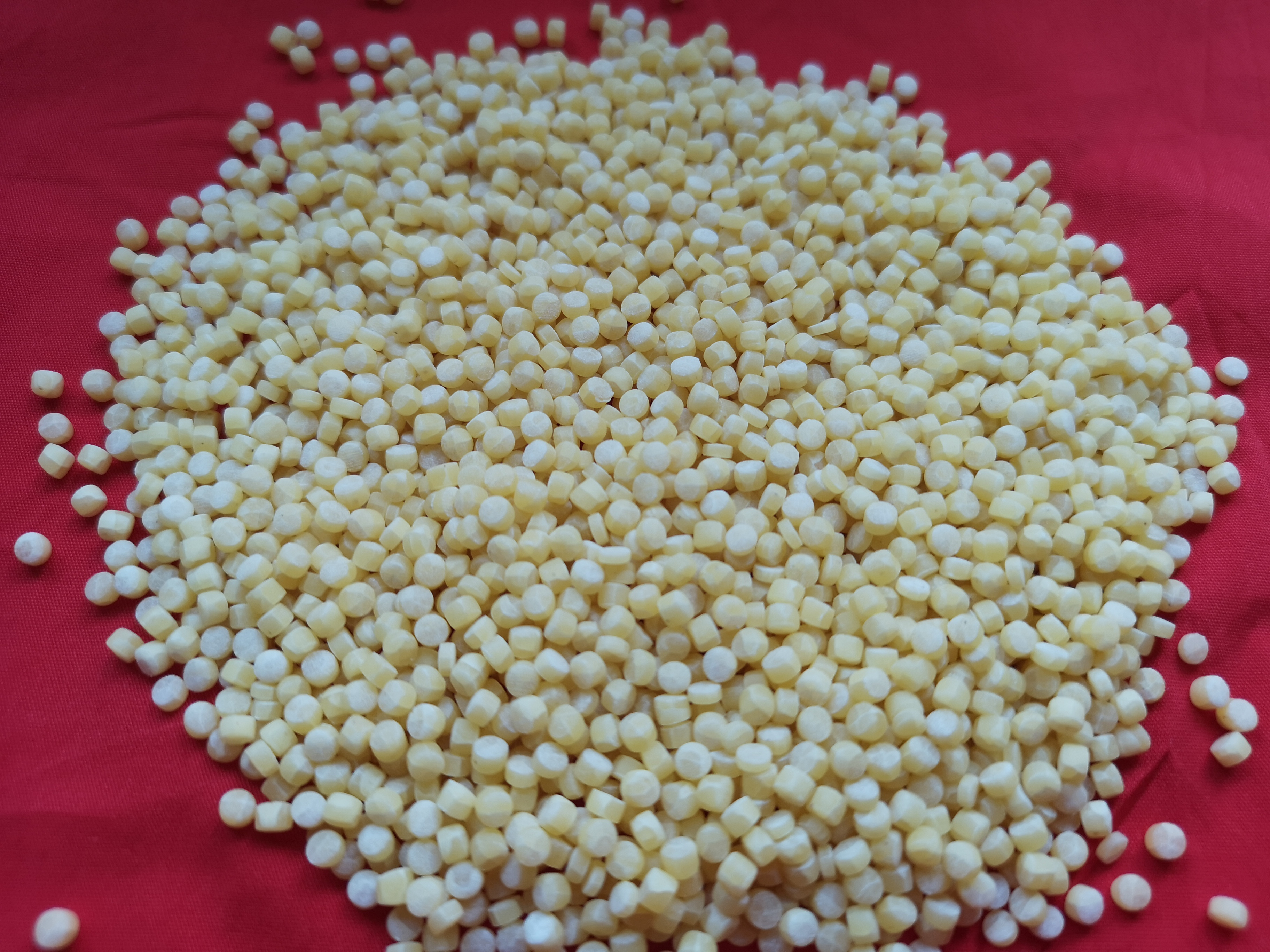
Strojně vyrobená tarhoňa

Slovo tarhoňa pochází ze staroperského tarhana, což označovalo směs mletého obilí a jogurtu (nebo mleté obilí uvařené v kyselém mléce) používanou od starověku kočovníky z Přední Asie jako základ k výrobě kaše. Do Uher se tarhoňa dostala v 16. století spolu s tureckými nájezdníky. První výskyt slova tarhonya v maďarštině je z období kolem roku 1600. V upravené podobě v jižní části Maďarska zdomácněla, hlavně v okolí Szegedu, kde dlouho představovala hlavní jídlo. Dnes se dá v obchodech koupit tarhoňa průmyslově připravená jako polotovar. Ze stejného těsta jako tarhoňa se dělají i nokedli, o něco větší knedlíčky připomínající halušky. Nokedli se však dělá z mnohem měkčího těsta s větším množstvím vody a ihned po zhotovení se v malých kouscích „nadrobí“ do vařicí vody, odkud se po vynoření v uvařeném stavu vybírají.

## Konzumace

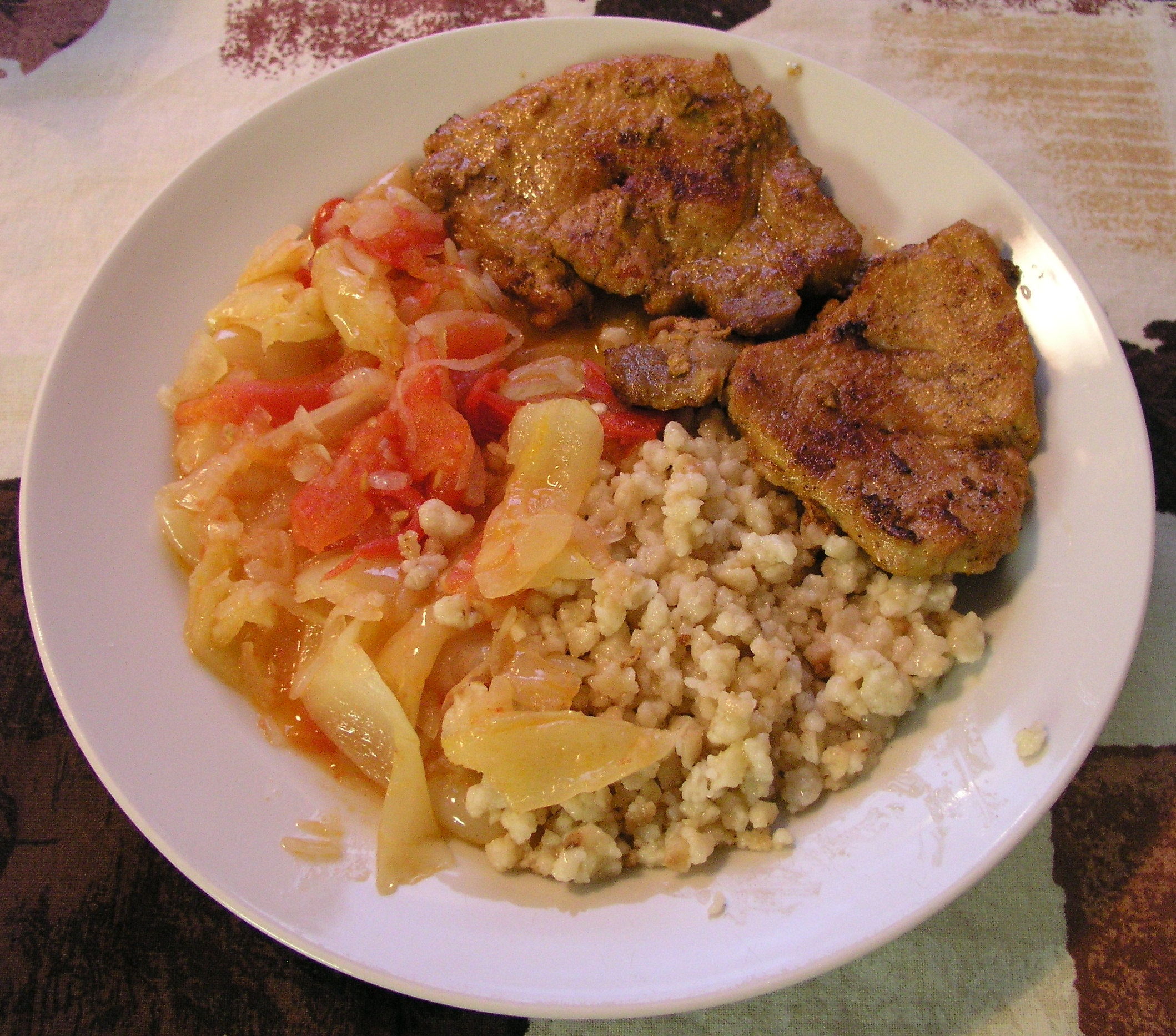
Tarhoňa s lečem a vepřovým masem

Tarhoňa má více způsobů úpravy. Ve městě Szentes se například uvaří ve vodě a pak se smíchá se zakysanou smetanou nebo s vajíčkem. Ve většině případů se napřed na sucho podusí na sádle s cibulkou nebo na oleji. Poté se ochutí červenou paprikou a uvaří se ve slané vodě. Takto zhotovená těstovinová kaše se jmenuje öregtarhonya (stará tarhoňa), keménytarhonya (tvrdá tarhoňa), aratótarhonya (tarhoňa pro žně). V oblasti Nagykunság se vaří na slanině s cibulí a bramborami. Dělá se z ní i mléčná kaše, tarhoňa se po podušení na tuku podlije mlékem a uvaří do měkka.
Samostatnou kategorií je tarhoňa jako příloha. Uvaří se ve slané vodě, voda se slije a vařené těstoviny se podávají k masitým pokrmům stejně jako vařené brambory nebo špecle.